# William S. Gubelmann
William S. Gubelmann (1863 – ngày 26 tháng 9 năm 1959) là nhà phát minh người Mỹ góp phần phát minh ra máy tính cộng, máy kế toán và máy tính tiền, từng có lúc nắm trong tay khoảng 5.000 bằng sáng chế. Tạp chí Popular Mechanics đã gọi Gubelmann là "cha đẻ của tất cả loại máy tính đang được sử dụng hiện nay".
Tờ The New York Times cho rằng những phát minh của ông giúp "hình thành nền tảng của ngành công nghiệp máy kinh doanh".